# Università di Leopoli
La Università di Leopoli (in ucraino Львівський університет?), ufficialmente Università nazionale di Leopoli Ivan Franko (in ucraino: Львівський національний університет імені Івана Франка), è la più antica università ucraina tra quelle ancora in attività. Ha la sua sede a Leopoli, nell'Ucraina occidentale. Comprende 19 facoltà (lingue straniere, fisica, matematica applicata e informatica, biologia, chimica, cultura ed arte, economia, elettronica, gestione finanziaria e affari, geografia, geologia, storia, relazioni internazionali, giornalismo, giurisprudenza, meccanica e matematica, pedagogia, filologia, filosofia) e 3 collegi (scienze naturali, giurisprudenza, pedagogia).
L'università fu istituita il 20 gennaio 1661 quando il re di Polonia Giovanni II Casimiro conferì al collegio gesuitico della città, fondato nel 1608, "l'onore di accademia e il titolo di università". Dopo vari cambiamenti di nome, conseguenti alle vicende politiche della città, inclusa la rinascita come "Università dell'Imperatore Giuseppe" in epoca austriaca e la intitolazione al re Giovanni Casimiro dopo il passaggio della Galizia alla Polonia, nel 1940 fu intitolata a Ivan Franko, famoso scrittore, studioso, traduttore e politico ucraino che studiò presso la Facoltà di Filosofia dell'Università nella seconda metà del XIX secolo.

## Storia
La nascita dell'università risale al XVII secolo. In quel periodo non vi erano ancora istituti di istruzione superiore in Ucraina (territorio appartenente alla Confederazione polacco-lituana) e i polacchi si opponevano alla creazione di un centro educativo importante che potesse rivaleggiare con l'Università Jagellonica di Cracovia. Con il trattato di Hadiach (1658) tra Ucraina e Confederazione polacco-lituana, si stabilì che due università dovevano essere aperte in territorio ucraino: una a Kiev e l'altra "in qualsiasi luogo appropriato"; alle due università erano stati promessi gli stessi diritti dell'università di Cracovia. Nello stesso periodo, l'Ordine dei Gesuiti per la difesa del cattolicesimo in Ucraina aveva riposto grandi speranze in una loro scuola aperta nel 1608 nella città e compresero la possibilità di farla diventare una università. Dopo ripetute richieste, il 20 gennaio 1661, il re di Polonia Giovanni II Casimiro concesse alla scuola "l'onore dell'Accademia e il titolo dell'Università" con il diritto di insegnare tutte le materie universitarie e di conferire titoli relativi al completamento di studi universitari. Dalla sua fondazione fino al 1773, l'Università rimase sotto il controllo dell'Ordine dei Gesuiti e fu sottoposta all'autorità del generale dei gesuiti a Roma.
A quel tempo l'Università consisteva in due dipartimenti (facoltà): filosofia e teologia. C'era anche una scuola pre-universitaria per coloro che desideravano proseguire gli studi all'università.
I documenti storici mostrano che nel 1667, vi erano circa 500 studenti e otto insegnanti nei dipartimenti di filosofia e teologia. A metà del XVIII secolo, il numero di studenti era aumentato a 700, e il numero di insegnanti era arrivato a 15-17. Il 75% degli studenti era polacco, il resto appartenenti al gruppo etnico ucraino e altri.
Nella seconda metà del XVIII secolo, a causa dello sviluppo delle conoscenze scientifiche, ai classici insegnamenti di filosofia (fisica, metafisica, elementi di biologia, astronomia...) e teologia (storia della chiesa, lingua ebraica, teologia, diritto canonico...) si aggiunse il dipartimento di matematica, aperto nel 1744, così come il laboratorio di fisica matematica e fu aperto un osservatorio astronomico. Polacco, francese, tedesco, geografia e storia vennero insegnate come materie separate. Dopo lo scioglimento dell'Ordine dei Gesuiti nel 1773, l'Università di Leopoli fu chiusa ma le stesse strutture divennero poi quelle della Università dell'Imperatore Giuseppe di Leopoli - con le spartizioni della Polonia nel 1772 la Galizia era divenuta infatti parte dell'Impero austriaco. La nuova istituzione fu inaugurata il 16 novembre 1784 con quattro facoltà: filosofia, legge, medicina e teologia e gli insegnamenti erano condotti in latino, polacco e tedesco. Nel 1825 fu aperto il dipartimento di lingua e letteratura polacca. Nel 1787, lo Studium Ruthenum attivo presso la facoltà teologica era un corso di due anni condotto in ucraino e proseguì le attività fino al 1806.
Gli eventi legati al processo di indipendenza polacca dall'impero austriaco del 1830-1831 e la rivoluzione del 1848 ebbero una notevole influenza sullo sviluppo dell'Università: gli studenti parteciparono attivamente agli eventi e durante l'insurrezione del 1848 l'edificio universitario fu bruciato. La sua biblioteca scientifica di valore, che contava oltre 51.000 volumi, fu distrutta. Poiché le strutture universitarie erano state gravemente danneggiate, non si tennero corsi per lungo tempo.
Durante la seconda metà del XIX secolo, le strutture vennero però ricostruite e ampliate. Nel 1851, 699 studenti studiarono presso l'Università di Leopoli (di cui 302 presso la Facoltà di Giurisprudenza, 89 presso la Facoltà di Filosofia, 308 presso la Facoltà Teologica). Nel 1890-1891, c'erano già 1255 studenti (683, 189, 358 persone di conseguenza). Nel 1900-1901, il numero era salito a 2060 studenti (Facoltà di Giurisprudenza - 1284, Facoltà di Filosofia - 309, Facoltà di Medicina e Chirurgia - 127, Facoltà Teologica - 340). Nel 1913-1914, c'erano 5871 studenti (3493, 1229, 971 e 358, rispettivamente).
Nella seconda metà del XIX secolo, le donne iniziarono a lottare per il permesso di frequentare le università. Nel 1897, furono autorizzate a studiare presso la Facoltà di Filosofia e nel 1900 presso la Facoltà di Medicina e il Dipartimento di Farmacia; chiesero più volte di poter studiare presso la Facoltà di Giurisprudenza ma senza successo.
Negli anni '70 l'insegnamento in tutte le facoltà si svolgeva prevalentemente in tedesco e latino presso la Facoltà Teologica; alcune materie erano insegnate in ucraino e in polacco. Il 27 aprile 1869 secondo il decreto speciale rilasciato dall'imperatore, il polacco veniva riconosciuta come lingua ufficiale della zona. Di conseguenza, a poco a poco la polonizzazione iniziò e nel 1870, 13 materie erano insegnate in polacco, 46 in tedesco, 13 in latino, 7 in ucraino. Il 4 luglio 1871, l'imperatore Francesco Giuseppe I ordinò la soppressione delle restrizioni alla docenza in lingua ucraina e in lingua polacca presso le facoltà di diritto e di filosofia polacca. Così, nel 1906, 185 materie erano insegnate in polacco, 5 in tedesco, 14 in latino, 19 in ucraino.
Nel corso del XIX si aggiunsero vari dipartimenti: Chimica, Scienze Geologiche, Mineralogia, Geografia, Zoologia e Botanica, Storia.
Dopo il crollo dell'impero austro-ungarico, la Galizia fu annessa dalla Polonia (1918) e l'università fu intitolata al re polacco Giovanni Casimiro. Il polacco divenne l'unica lingua di insegnamento in tutte le facoltà, ad eccezione della Facoltà Teologica in cui alcune materie erano insegnate in latino. Tutti i dipartimenti di lingua ucraina furono chiusi. Nel 1924, l'Università era costituita da quattro facoltà. Secondo il decreto emanato dal Ministero il 31 ottobre 1924, la Facoltà di Filosofia fu divisa in due facoltà distinte: la Facoltà di Lettere e Filosofia e la Facoltà di Matematica. All'inizio degli anni venti, c'erano 55 dipartimenti, 19 unità, 6 ospedali, 2 policlinici, la Biblioteca di Facoltà, la biblioteca scientifica e archivio dell'Università, e il giardino botanico.
In quel periodo, l'Università non aveva dipartimenti con l'insegnamento della lingua ucraina e nessun professore di nazionalità ucraina. Solo nel 1933, Sventsitskyi ebbe il diritto di insegnare. Nel 1928/29, il Dipartimento di Filologia ucraino fu aperto.
Il numero di studenti all'Università di Leopoli era uno dei maggiori in Polonia. Dal 1919-1920 al 1937-1938, il loro numero aumentò da 2647 a 5026 persone. Fu introdotto il numero chiuso, in base al quale gli ucraini avevano restrizioni all'ammissione agli studi universitari (non più del 15% dei richiedenti, i polacchi, in questo caso non avevano meno del 50%).
Negli anni venti e trenta l'Università ottenne un notevole successo nel campo della matematica. Molti scienziati e matematici studiarono presso l'Università: W. Sierpiński, H. Steinhaus, S. Ruziewicz, E. Zylinski (dal 1920), S. Banach (dal 1922), W. Niklibor e J. Schauder (dal 1927), S. Kaczmarz (dal 1929), W. Orlicz (dal 1934), H. Auerbach e S. Mazur (dal 1936). Si venne a creare la Scuola matematica di Leopoli di cui Banach (1892-1945) fu considerato la guida.
Nel periodo tra le due guerre, furono aperti nuovi dipartimenti presso la Facoltà di Medicina: Biologia (1920), Medicina Generale (1932), Chimica Farmaceutica (1932) e altri.
Secondo il protocollo segreto di un accordo tra la Germania e l'Unione Sovietica, del 23 agosto, 1939, l'Ucraina occidentale divenne parte della zona d'influenza dell'Unione Sovietica e il 22 settembre, le truppe sovietiche entrarono a Leopoli e poco dopo la regione divenne parte dell'URSS. Durante questo periodo, l'Università subì cambiamenti radicali: l'università divenne un istituto di istruzione gratuita per tutti i cittadini, la Facoltà Teologica fu eliminata, Farmaceutica e i Dipartimenti medici furono riorganizzati in una scuola di Medicina. Nel mese di ottobre 1939, si formarono nuovi dipartimenti tra cui quelli di storia del marxismo-leninismo, economia politica, lingua ucraina, letteratura ucraina, lingua russa, letteratura russa, storia dell'Unione Sovietica, storia di Ucraina e educazione fisica.
Secondo il decreto del Presidium del Consiglio Supremo dell'URSS l'8 gennaio 1940, l'università venne intitolata allo scrittore, studioso, traduttore e politico ucraino Ivan Franko.
Il 15 gennaio 1940, l'università iniziò a operare secondo un nuovo curriculum in base allo statuto approvato. Vi erano cinque facoltà: Storia, Filologia (con dipartimenti per lingua e letteratura ucraina, filologia slava, e filologia romano-germanica), Giurisprudenza, Fisica e Matematica (con dipartimenti di Matematica, Meccanica, Fisica), Scienze naturali (con dipartimenti di Biologia, Chimica, Geografia, Geologia). Tuttavia, i corsi furono interrotti dall'attacco tedesco all'Unione Sovietica e l'invasione delle truppe naziste il 30 giugno 1941. Nei primi 70 giorni avvenne il cosiddetto massacro dei professori di Leopoli, in cui eminenti scienziati e docenti universitari furono arrestati, e dopo percosse e abusi, uccisi. Studiosi di spicco, tra cui T. Boy-Żeleński, R. Longchamps de Bérier, M. Allerhand, H. Auerbakh, S. Sak, furono assassinati. Nel 1942, le autorità d'occupazione tedesche chiusero gli istituti di istruzione superiore in Ucraina. Gli invasori saccheggiarono e distrussero le proprietà dell'Università. Le apparecchiature dei laboratori presso le Facoltà di Fisica, Matematica, Chimica così come i volumi delle biblioteche presso il Dipartimento di Folklore ed Etnografia furono mandati in Germania. La sala di lettura principale della biblioteca scientifica universitaria fu distrutta e migliaia di volumi, libri antichi, incunaboli e manoscritti di valore portati via.
Il restauro dell'Università iniziò subito dopo che la città fu liberata dalle truppe naziste. Durante la seconda metà del 1944 e la prima metà del 1945, principalmente con l'aiuto di studenti e docenti, molti edifici universitari furono ristrutturati. L'osservatorio astronomico e il giardino botanico furono in parte ricostruiti.
Dopo una pausa di più di tre anni, il 15 ottobre 1944, gli studenti reiniziarono i loro studi presso l'Università e nei decenni successivi aumentarono gradualmente numero di facoltà, dipartimenti, strutture universitarie e studenti. Nel 1950, 575 persone sono entrate università come studenti del primo anno, nel 1970 il loro numero è salito a 1100, nel 1985 a più di 1300 persone.
Con l'indipendenza dell'Ucraina si ebbe una nuova riorganizzazione delle facoltà e dei dipartimenti. L'11 ottobre 1999, con il decreto del Presidente dell'Ucraina, all'Università Ivan Franko di Leopoli è stato concesso lo status di "nazionale".